# Trichospermum ikutai
Trichospermum ikutai är en malvaväxtart som beskrevs av Kanehira. Trichospermum ikutai ingår i släktet Trichospermum och familjen malvaväxter. Inga underarter finns listade i Catalogue of Life.